# Сан-Хосе (провинция Антике)
Сан-Хосе — муниципалитет II класса в провинции Антике, Филиппины. Это центр муниципалитета Антике и провинции Антике. По данным переписи его население составило в 2000 г. 48 261 жителей (9639 домохозяйств).

## История
В середине XIII века десять вождей с Борнео, их жены, дети, слуги и воины покинули родину по причине жестокости и тирании султана Макатунао. Они остановились в местности Сириваган (соврем. Сан-Хоакин, пров. Илоило). Недалеко (Синугбо) уже жили негритосы, вождь Марикудо и его жена, Манивангтиван. По договоренности с ним, за подарки, золото, семеро индонезийских вождей заняла часть территории, другие же трое, под руководством вождя Сумаквеля, поплыли дальше, в сторону Лусона. Они остановились там, где и расположена нынешняя провинция Антике, построив сперва несколько селений. Вероятно, название провинции было произведено от местного слова хамтик, но испанцы переосмыслили и понимали его значение как «античный». Сан-Хосе в те времен здесь ещё не было, — место называлось Тубигон. Испанские колонизаторы пришли сюда уже в 1581 г. Вместе с ними было и несколько монахов-августинцев. Они построили несколько церквей (в Майбато, Аслумане, Наканье, Бугасоне) и довольно быстро распространили здесь христианство. С 1872 г. уже существует город Сан-Хосе (полностью Сан-Хосе-де-Буэнависта). В 1902 г. он сделан столицей (административным центром) провинции. Главой города и провинции был сперва муниципальный президент, затем название было изменено, с 1954 — муниципальный мэр.
Руководители:
- Севера Панагитон-Банусинг, 1956—1963 (все ещё первая и единственная женщина-мэр Сан-Хосе)
- Ахерико Вильяверт, 1964—1967
- Оскар Саласар, 1968 — 7 мая 1986

В 1986 году, когда в результате переворота к власти в стране пришла президент Корасон Акино, на должность мэра выдвинут Эфрен Г. Эсклавилья (занимал с 8 мая 1986 г. по декабрь 1987 года и выдвигался снова в 1988—1992 гг.).
После выборов 1998 года действующий мэр — Фернандо Корвера, и вице-мэр — Ронни Молина. Они были переизбраны в выборах 2001 года, и с того момента должности занимают:
- Мэр — Рони Лавега Молина
- Вице-мэр — Нестор Анхель Обсиана Саласар

По другой версии Сан-Хосе получил своё название иначе. Около двухсот лет назад эта местность была покрыта густыми джунглями и была любимым местом высадки пиратов Моро, откуда они совершали рейды вглубь острова. Во время вторжения в 1743 году, Моро, как сообщалось, проникли очень глубоко, до селения Катунг-Аган, но все они были убиты местными жителями. Пираты возвращались в 1779, 1782 и 1783 гг., так, что местные жители были вынуждены переселиться в горы. На побережье остались только два поселения — Бугасон (основан в 1743 г.) и Антике (осн. в 1745 г.). Это предприятие было начато под руководством Агустина Суманди. В 1790 году, поселение было названо Сан-Хосе Агустином, и не только в честь своего покровителя- святого, но и для того, чтобы увековечить имя сына Агустина Суманди, Хосе. Правительственные чиновники и высшие сановники духовенства, прибыв на лодке для участия в церемонии, были настолько поражены прекрасным видом города с моря, что они добавили к названию слово «де Буэнависта». В 1802 году по ходатайству жителей, Сан-Хосе стал столицей провинции Антике и Агустин Суманди был назначен в качестве своего первого правителя (тогда его именовали, как Gobernadorcillo, что по-исп. значит «малый губернатор, губернаторишка»).
Разговорные языки: в Сан-Хосе — английский, в муниципалитете и провинции — кинарай. Название второго происходит от инарай, что соответствует тагальскому иналай, и относится к речи жителей горных районов.

## Туризм
Сан-Хосе-де-Буэнависта предлагает целый ряд мероприятий, представляющих большой интерес для местных и иностранных туристов. Одно из таких: празднование фестиваля Бинирайан проводится с 30 апреля по 2 мая каждого года. Это театрализованное представление в память высадки десять малайских вождей в Маландоге и Хамтике.
В Сан-Хосе празднуются также религиозные фиесты в честь своего покровителя Святого Иосифа каждое 1 число мая.
С 30 апреля по 1 мая празднуется фестиваль Тирингбанай.
Историю Сан-Хосе отражают старые постройки и другие достопримечательности: старое здание Капитолия; Новый Капитолий), выставка ремесленных изделий, холмы Ла-Гранха и Бинирайан, старая церковь Сан-Педро, Парк Свободы, расположенный в передней части провинциального здания Капитолия в Сан-Хосе.
В 5 км от города расположен лагерь Ауталай, где расположены также пляж, массив с красным деревом, коттеджи, скамейки с навесами, и где можно как отдыхать, собирая фрукты, так и проводить семинары, конференции.
В Сан-Хосе-де-Буэнависта можно попасть пассажирским самолётом, три раза в неделю из Манилы, и из крупных городов в стране через город Илоило. От Илоило — два часа езды на автобусе или микроавтобусе. Более длинный маршрут может быть предпринят через Калибо, Аклан Автобусы в Манилу и обратно ходят ежедневно, по маршруту через, и через Батангас и Миндоро и через малайский Аклан, где расположены где знаменитые острова Боракай.

## Политические программы
Основная направленность политики нынешней администрации настроена на улучшение качества жизни фермеров и рыбаков, сельских людей и всего населения. Для достижения этой цели администрация приступила к осуществлению различных проектов развития и стремится предоставлять людям с базовой инфраструктурой вспомогательные помещения и услуги, которые будут стимулировать их, чтобы произвести больше и дать им возможность легче и быстрее продавать свою продукцию.
Другая направленность работы администрации — развитие человеческих ресурсов. Нынешняя администрация стремится к реализации общего социально-экономического развития не только через инфраструктуру, технологию и обеспечение источников средств к существованию, но и путём связи производителей с рынками сбыта и потенциальными инвесторами.